# 大屋都姫神社
大屋都姫神社（おおやつひめじんじゃ）は、和歌山県和歌山市宇田森にある神社。式内社（名神大社）で、旧社格は県社。

## 祭神
伊太祁曽三神の略系図

神名の表記は『日本書紀』、社名の表記は『延喜式』による。
|                           |                           |                           |                           |                           |                           | 素戔嗚尊 （須佐神社）         |                               |                               |                               |                               |                               |                             |                             |                             |                             |                             |                             |
|                           |                           |                           |                           |                           |                           |                               |                               |                               |                               |                               |                               |                             |                             |                             |                             |                             |                             |
|                           |                           |                           |                           |                           |                           |                               |                               |                               |                               |                               |                               |                             |                             |                             |                             |                             |                             |
| 五十猛命 （伊太祁曽神社） | 五十猛命 （伊太祁曽神社） | 五十猛命 （伊太祁曽神社） | 五十猛命 （伊太祁曽神社） | 五十猛命 （伊太祁曽神社） | 五十猛命 （伊太祁曽神社） | 大屋津姫命 （大屋都比売神社） | 大屋津姫命 （大屋都比売神社） | 大屋津姫命 （大屋都比売神社） | 大屋津姫命 （大屋都比売神社） | 大屋津姫命 （大屋都比売神社） | 大屋津姫命 （大屋都比売神社） | 枛津姫命 （都麻都比売神社） | 枛津姫命 （都麻都比売神社） | 枛津姫命 （都麻都比売神社） | 枛津姫命 （都麻都比売神社） | 枛津姫命 （都麻都比売神社） | 枛津姫命 （都麻都比売神社） |

主祭神
- 大屋都姫命 （おおやつひめのみこと）

配祀神
- 左脇宮：五十猛命 （いたけるのみこと）
大屋都姫命の兄神で、伊太祁曽神社祭神。
- 右脇宮：都麻都姫命 （つまつひめのみこと）
大屋都姫命の妹神で、都麻都比売神社祭神。

社名に見えるように、当社はオオヤツヒメ（大屋都姫命）を祀る神社であるとされる。オオヤツヒメについて『日本書紀』神代紀の宝剣出現段（神代上第8段）第5の一書では、素戔嗚尊（スサノオ）の娘神であると記載されている。また、オオヤツヒメの兄神には五十猛命（イソタケル/イタケル）、妹神に抓津姫命（ツマツヒメ）があると記しており、現在両神はそれぞれ伊太祁曽神社（和歌山市伊太祈曽）、都麻都比売神社（論社3社）に祀られている。これら3神は紀伊国に木種をもたらした神であるといい、紀伊では「伊太祁曽三神」と総称されている。なお『先代旧事本紀』地祇本紀では、これら三神は紀伊国造が斎き祀る神であるという。
社伝では、かつて当社一帯に広大な森林があり、家屋の造成などにはその材木を使っていたために「大屋」の神名を称したという。『紀伊続風土記』によれば、鎮座地の地名「宇田森」は当社の社叢から起こったという。

## 歴史

### 創建
創建は不詳。社伝によれば、当初は元は日前・國懸両神宮（和歌山市秋月、北緯34度13分43.94秒 東経135度12分4.67秒）の地に祀られていたが、垂仁天皇16年に両神宮に社地を譲って山東の「亥の森」（和歌山市伊太祁曽、北緯34度11分58.42秒 東経135度15分14.38秒）へと遷座したという。その後『続日本紀』の記す大宝2年（702年）の伊太祁曽・大屋都比売・都麻都比売3社の分遷で、亥の森から現社地北方の古宮（和歌山市北野の御祓山上、北緯34度16分17.9秒 東経135度15分2.4秒）の地に遷座、のち現在地に移転したと伝える。
また『続風土記』では、伊太祁曽三神が天浮橋（天上界の橋）からそれぞれの鎮座する地を選定して各所へ天降ることとなったが、大屋都姫命は平田郷を選んで降臨、そこに宮殿を営んで鎮座することとなったとする別伝を載せる。
当社との関係は不明ながら、社地東方には弥生時代中期の環濠集落跡と見られる宇田森遺跡がある。

### 概史

#### 古代
神社としての国史の初見は前述の『続日本紀』大宝2年（702年）の記事で、伊太祁曽・大屋都比売・都麻都比売3社を分遷したとする。
『新抄格勅符抄』大同元年（806年）牒では、紀伊国の「大屋津比売神」に対して7戸の神戸（神社付属の民戸）が給されている。関連して、承平年間（931年-938年）頃の『和名類聚抄』では紀伊国名草郡に「大屋郷」が重複して掲載されるが、この一方は「大屋神戸」すなわち当社の神戸の意味であるとして、この神戸は宇田森周辺に分布したと考えられている。
神階としては、貞観元年（859年）に伊太祁曽神・都麻都比売神とともに従四位下に昇った。
延長5年（927年）成立の『延喜式』神名帳では紀伊国名草郡に「大屋都比売神社 名神大 月次新嘗」として、名神大社に列するとともに月次祭・新嘗祭で幣帛に預かった旨が記載されている。『紀伊国神名帳』では天神として「従四位上 大屋大神」と記載されるが、正一位に昇った伊太祁曽大神とは神階が開いた。
社伝によれば、寛治2年（1088年）4月には堀河天皇の熊野行幸に際して奉幣があったといい、長治元年（1104年）には18町歩（約22ヘクタール）の神田と5町四面（約30ヘクタール）の社地の寄進も受けて繁栄したという。

#### 中世以降
社伝では、大永の大乱（16世紀前半）や天正の兵火（豊臣秀吉の紀州攻め）に罹ってから衰微したという。
『紀伊続風土記』所引「寛文記」によると、近世には神田2町（約2ヘクタール）を有していた。この神田は戦後まで存続したものの、昭和21年（1946年）の農地改革により消失したとされる。また同記では、当社を始めとする近辺の石高500石程の地を「神の木」と呼び往古の広大な社叢の名残であろうとするが、詳細は明らかでない。『紀伊続風土記』では、当時の当社は宇田森・北野2村の産土神であるが本来はこの2村の属す平田荘全体の産土神であったと見て、荘内の相論による弘西・西田井・北の村々の分離により2村のみが産子となったと推測する。
明治6年（1873年）4月に近代社格制度において村社に列し、明治13年（1880年）には県社に昇格した。また明治44年（1911年）には、和歌山市北字宮ノ後にあった総社神社（旧村社）を合祀した（後述）。戦後は神社本庁に属している。

### 神階
- 六国史における神階奉叙の記録
  - 貞観元年（859年）正月27日、従五位下勲八等から従四位下勲八等 （『日本三代実録』） - 表記は「大屋都比売神」。
- 六国史以後
  - 従一位上? （『紀伊国神名帳』） - 表記は「大屋大神」。「従四位上」の誤記とされる。

### 合祀の総社神社について
大屋都姫神社には、和歌山市北字宮ノ後にあった総社神社（旧村社）が明治44年（1911年）に合祀された。この総社神社は近世に「総社大明神」とも称された神社であるが、祭神は明らかでない（『紀伊名所図会』では日本武尊を祀るという）。
延享3年（1746年）の『南紀神社録』やそれを受けた『紀伊名所図会』では、「総社」という社名・鎮座地が紀伊国府の推定地（現・和歌山市府中）に近いことから、この総社神社が紀伊国の総社であろうとする。一方『紀伊続風土記』ではこれを否定するとともに、田井荘落合村（現・和歌山市落合）のネズク谷に鎮座していたものが荘中の相論から遷されたものであるという伝を載せる。

## 境内

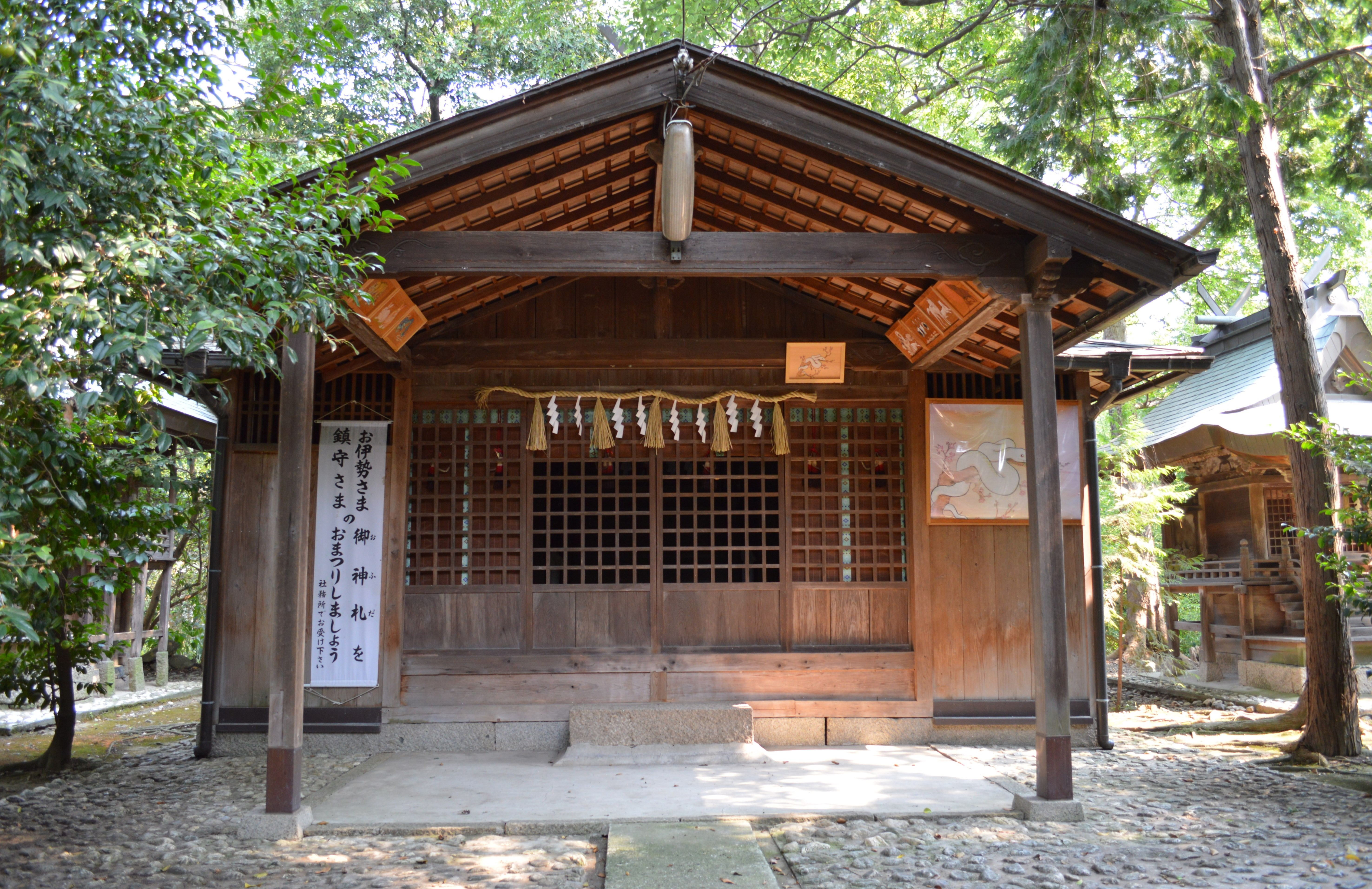
社殿

社殿としては、中央の本殿は王子造銅板葺で向拝を軒唐破風とし、身舎の棟に内削ぎの千木と鰹木を置く。霧除けのために身舎の四周は板壁で覆われている。
左右の脇宮もそれぞれ小規模の方一間の流造銅板葺で千木、鰹木を置く。ただし左脇宮（五十猛命）の千木は外削ぎ、右脇宮（都麻都姫命）の千木は内削ぎと変化を見せている。

## 摂末社
境内末社
- 小祠

境外末社

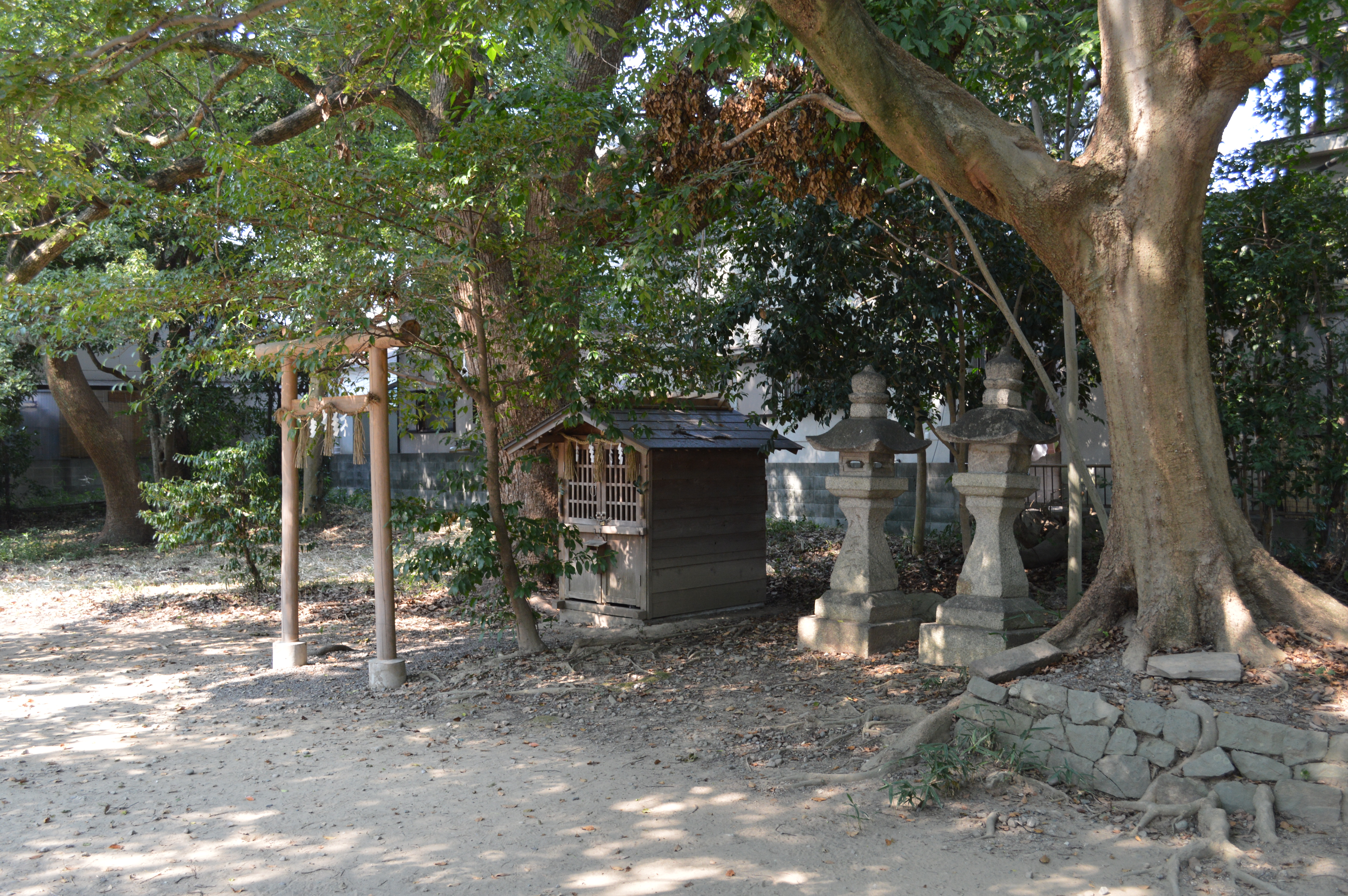
小祠

- 若宮八幡宮（和歌山市北野、北緯34度16分12.6秒 東経135度14分41.1秒）

## 祭祀組織

### 神職
大屋都姫神社の神主職は、天正年間（1573年-1592年）頃から土屋氏（本姓：藤原氏）が世襲するという。
ただし『紀伊国名所図会』では、江戸時代後期の編纂当時の神主は大屋彦命の後裔を称する森氏で、当代は大屋彦命から数えて83代目に当たるという。

### 氏子
大屋都姫神社は、鎮座地宇田森を始め弘西・北野・永穂（なんご）・西田井・北の6地区の産土神とされ、戦前までは6地区それぞれに宮座が結成されていたが、現在は永穂地区に残るのみである。
『紀伊続風土記』では、かつては6月1日と9月21日（いずれも旧暦）の祭礼で流鏑馬に猿楽や田楽が催されたという。また同書では、10月末日と11月16日（いずれも旧暦）の祭礼では伊太祁曽神社の社人が奉仕するといい、10月は小豆飯や柿餅・魚・酒などを供え、11月は伊太祁曽神社の神輿が当社へ渡御したという。

## 現地情報
所在地
- 和歌山県和歌山市宇田森59

交通アクセス
- 最寄駅：西日本旅客鉄道（JR西日本）阪和線 紀伊駅（徒歩約15分）
- 最寄停留所：和歌山バス 六十谷線 川永団地停留所（徒歩約5分）